# Промышленная фотосъёмка
Промышленная фотосъёмка — фотосъёмка промышленных объектов, таких как заводы, фабрики и любые производственные помещения. Помимо фотосъёмки площадей производится и сопутствующая фотосъёмка производственных процессов, то есть непосредственного изготовления продукта или его деталей. Для составления каталогов, брошюр, рекламных проспектов и наполнения интернет-сайтов производится съёмка рабочих, а также готовых изделий, их частей, различных станков, сырья для изделий.

## Оборудование фотографа
Подобная съёмка предъявляет особые требования к используемому оборудованию, как фотографическому, так и световому.
В последнее время особая роль в промышленной фотографии отводится съёмке с использованием беспилотных летательных аппаратов (квадрокоптёров) — аэросъёмке.
В промышленную съёмку входят интерьерная фотография, архитектурная фотография, репортажная фотография, рекламная фотография и аэрофотосъёмка.